# 沙雕

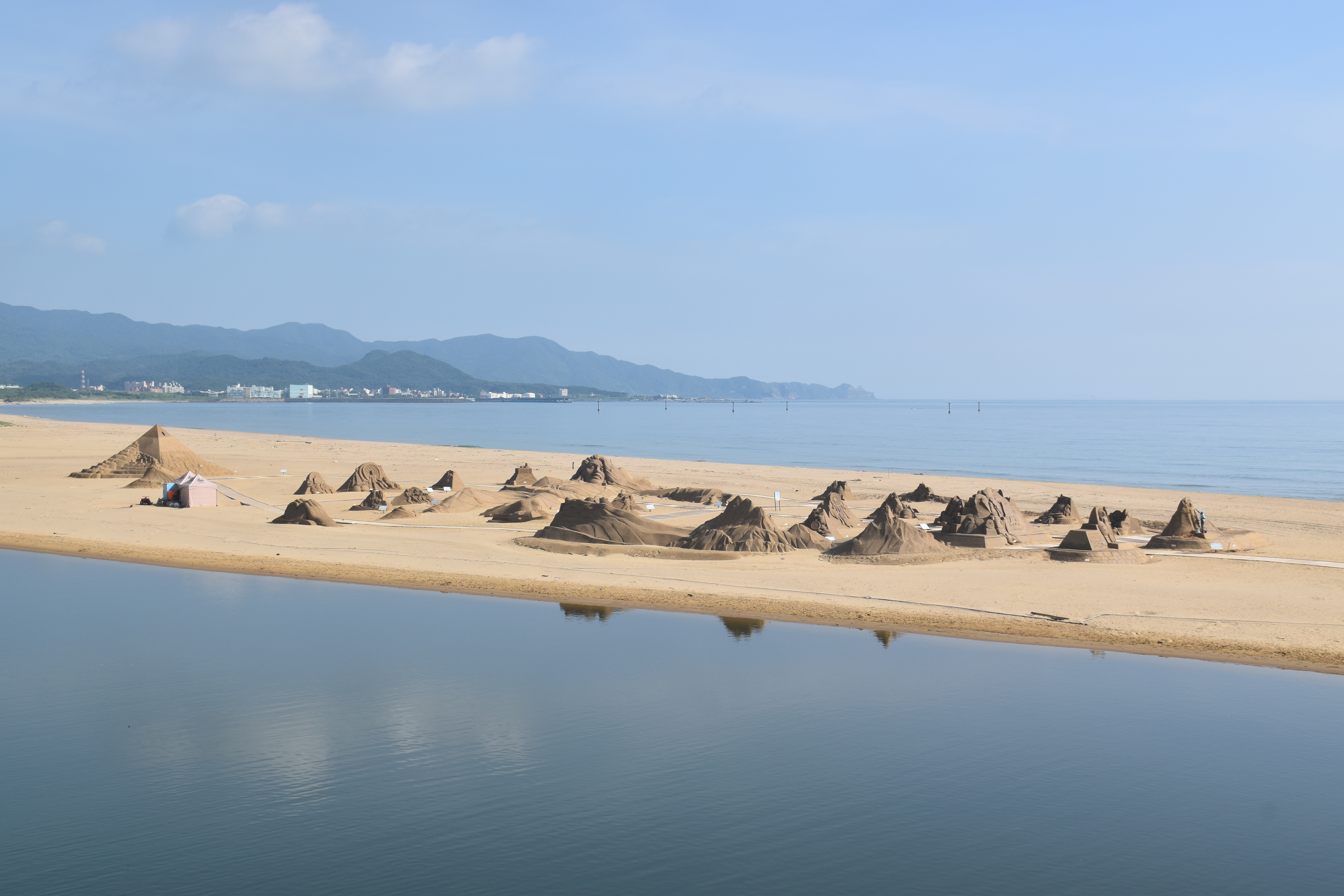
2020年於臺灣新北市福隆海水浴場展示的福隆國際沙雕藝術季沙雕。

沙雕是利用沙做為材料的一種藝術形式，其範圍包括了使用沙進行的各種活動，含沙刷、沙画或製作沙瓶等。沙堡則是一種類似微型建筑物的沙雕，通常呈現城堡的形狀。滴水堡是沙堡的變體，它使用濕沙滴落形成有機形狀，然後採用乾沙進行乾燥。
大多數沙雕活動在沙灘上進行，該處共有兩種基本的建造材料：沙子和水，一些沙雕活動也會在乾燥的沙坑和沙盒中進行，儘管這些更多是孩子們用於遊戲，很少用於藝術形式。潮汐海灘通常擁有形狀各異的沙粒，這會限制建築物的高度和結構。而優質的沙雕需要一些含有淤泥和黏土的沙子，這有助於將不規則形狀的沙粒黏合在一起。
儘管沙堡通常是孩子們為了好玩而建造的，但也有提供成人進行的沙雕競賽，這些比賽涉及藝術家透過各種技巧與經驗製作大型、複雜的建築物。在一些比賽中，製作的最大沙雕高達18英尺。

## 概要

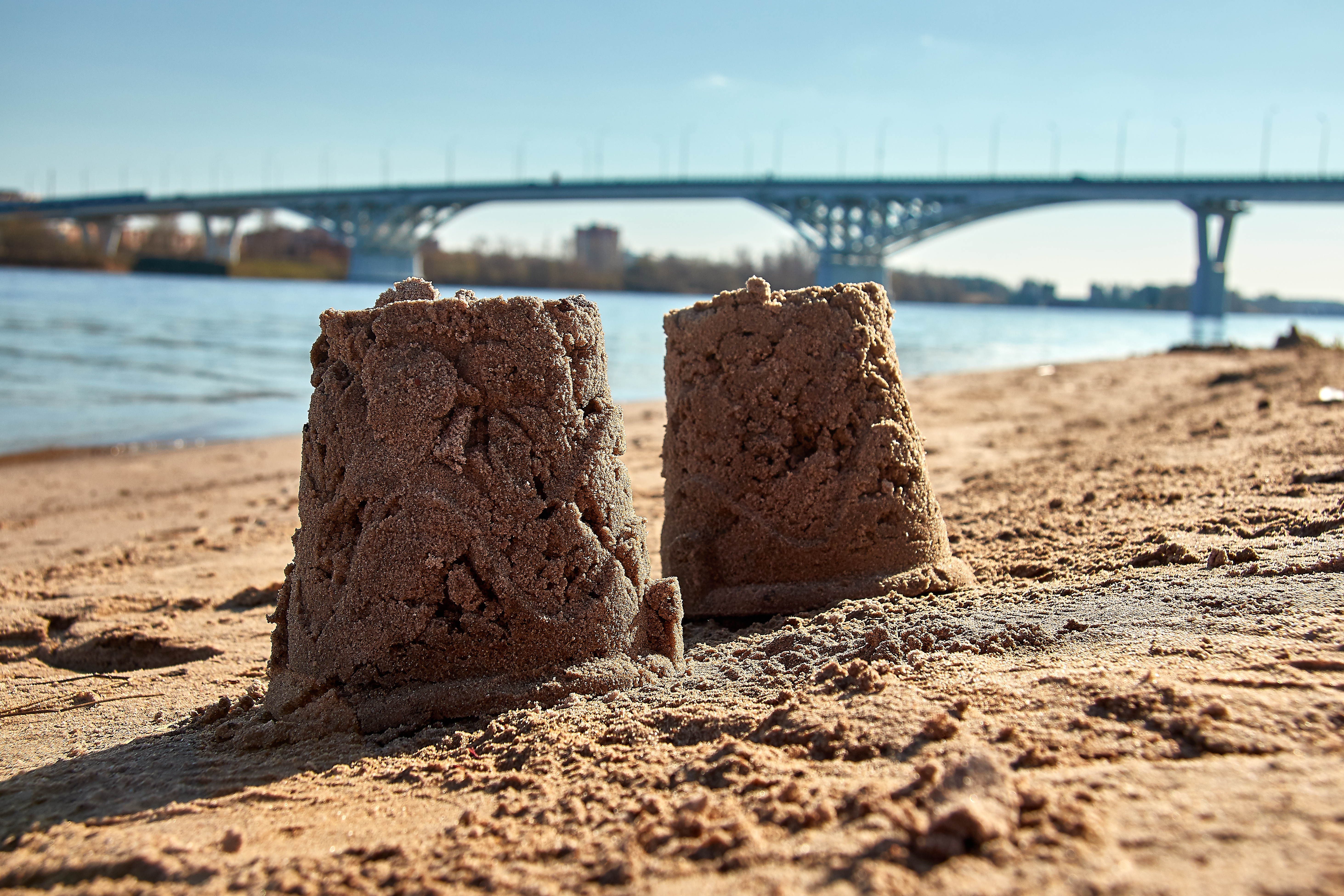
典型的沙堡。

沙粒通常會黏在一起，除非沙子夠細，而濕沙混合了沙子和水後會變得黏附，這是因為水由於表面张力的作用在沙粒之間形成了一些小「橋樑」。沙子的乾燥或潮濕會導致結構形狀發生變化，常見的情況是「山體滑坡」。要獲得良好的「沙雕」結果，在考量細沙顆粒和粗沙顆粒的混合上則至關重要。被海洋、河流、河流作用等自然影響，也可使得潤的細顆粒會對個體顆粒之間的黏合產生負面影響。
在製作雕塑時，鏟子和桶子是製作沙堡和沙雕的主要工具，或僅採手工製作。一個簡單的沙堡可以通過將濕沙填充到桶中，然後倒在沙灘上並取出桶子來製作。對於更大的結構，可以用桶子或其他模板將海水帶到建築現場與沙子混合。有時也會使用其他材料，如木頭或塑膠建造形式以保持沙子堆在原位並形成特定形狀。或是增加類似糖水或稀釋的木工膠等作為黏合劑，針在進行細部雕刻時，有時會添加類似糖水或稀釋的木工膠等黏合劑，但由於考慮到環境負擔，黏合效果通常不會太強。然而製作足夠大的沙雕是非常危險的。由於沙子的重量和不穩定性，以及潮汐上漲或結構被浪擊中，很可能會導致人員遭到沙雕坍塌而受傷的意外。因此，通常在沙雕周邊會建造築堤以阻擋水流，也可以建造厚實的結構物來保護沙雕免受潮水的侵襲，或可挖掘溝渠來容納水流。

### 節慶與比賽
沙節或沙雕節是當前經常在世界各地舉辦的沙雕展。這些活動通常包括製作沙雕的競爭比賽。近年，沙雕作為一種藝術形式在沿海沙灘地區變得越來越受歡迎，世界各地經常舉辦數百次比賽。部分沙雕也因作為參賽項目兒創下了金氏世界紀錄。部分沙雕比賽通常作為廣告或促銷活動舉辦的。而參賽大多數沙雕師來自其他學科，僅有少數人的生計完全依靠與沙相關的活動。著名的沙雕藝術家包括印度藝術家蘇達爾森·帕特奈克和M·N·高里，他們於2014年於印度卡納塔克邦邁索爾創建了邁索爾沙雕博物館。
自1989年至2009年，加拿大不列顛哥倫比亞省的哈里遜熱泉鎮舉辦了一場世界沙雕冠軍賽，也被稱為「哈里桑德」。這場比賽分為單人、雙人和團隊類別。2019年，位於德國吕根岛舉辦的一項沙雕節競賽中，一座58英尺（17.6公尺）高的沙堡創造了全新世界紀錄，這座有史以來最高的沙堡由一群國際藝術家建造，使用了11000噸的沙子。

### 沙壇
在東南亞，人們建造沙壇是為了積累佛教的功德。這一傳統自16世紀以來一直延續至今。

## 沙畫

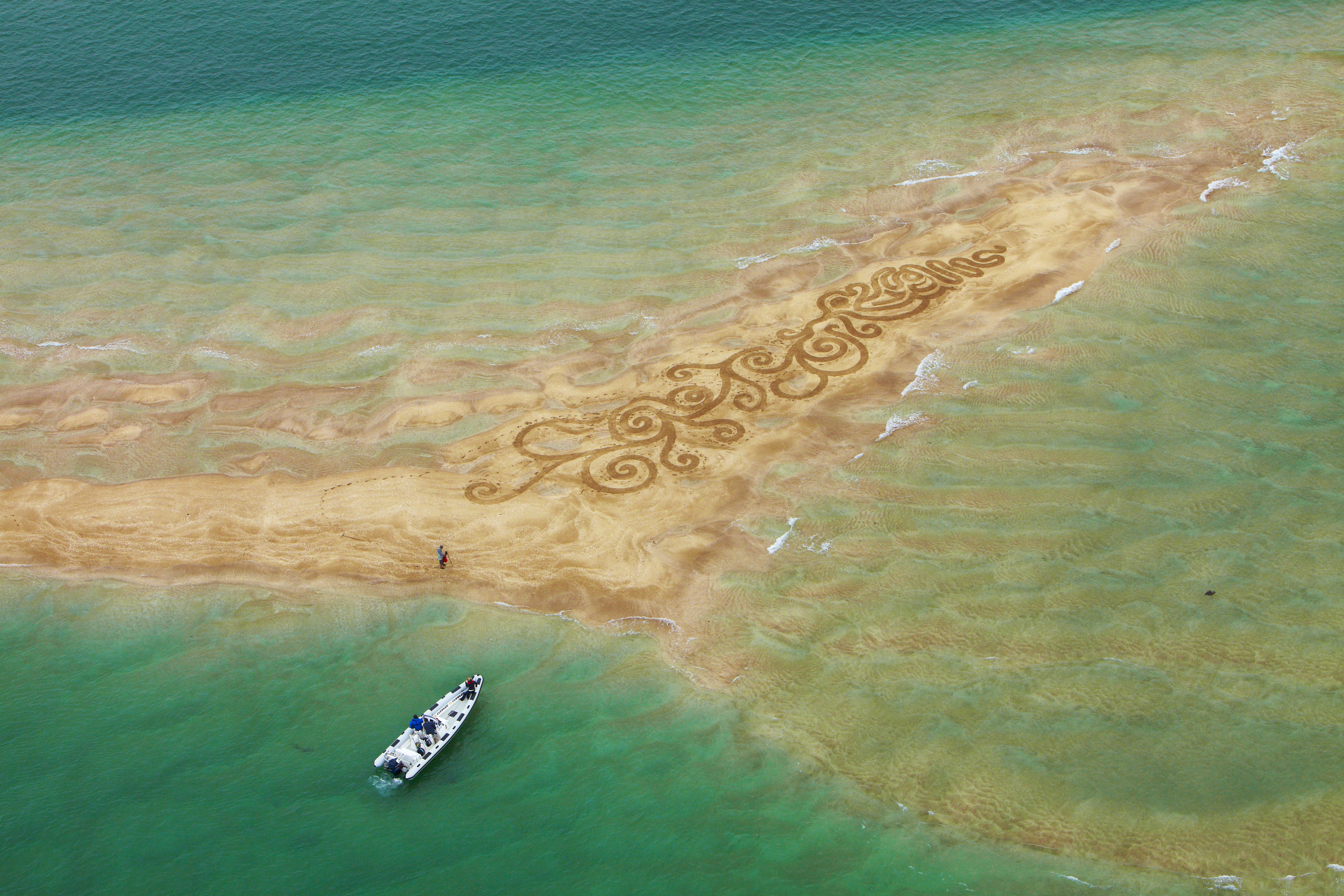
沙畫

沙畫是在沙灘上進行的大型藝術創作，藝術家透過梳子梳理乾燥的沙面暴露出潮濕的底層，藉此創造光暗上的對比。通常這些設計的製作範圍相當大，但會隨著下一次潮水而被洗刷掉，因而成為當場即興的藝術表現，類似於麥田圈。

### 其他
沙瓶是一種展示品，其中有多種顏色的沙子置於兩塊玻璃之間的水中。與沙畫不同，沙瓶是用來翻轉的；傳統上是黑色和淺色的沙子，每次翻轉都會形成新的形狀。這些沙瓶在世界各地以各種顏色和尺寸出現。
其他採以沙進行創作的媒介中，沙畫是一種將彩色沙子和其他顏料倒在平面上製作畫作的藝術形式。而沙瓶則是將彩色沙子倒入瓶中製作場景的藝術。沙畫作品在平坦的沙基上刮出，每幅畫作的創作過程都需要仔細的技巧和手工。沙動畫是一種通過操縱沙子逐幀構建形狀、質地和動作的動畫製作技術，與沙畫和沙瓶相比則更動態和生動。

## 另見
- 沙画
- 枯山水